# 延岡市立名水小学校
延岡市立名水小学校（のべおかしりつ めいすいしょうがっこう）は、宮崎県延岡市鯛名町にある公立の小学校。

## 沿革
- 1876年 - 赤水人民共立小学校を設置。
- 1879年 - 鯛名人民共立小学校を設置。
- 1901年2月11日 - 上記2校が合併し、名水尋常小学校を設置。
- 1917年 - 高等科を設置し、名水尋常高等小学校に改称。
- 1926年 - 名水尋常高等小学校を廃止。土々呂尋常高等小学校の分校となる。
- 1939年 - 名水尋常小学校として分離、開校。
- 1948年4月1日 - 延岡市立名水小学校に改称。

## 通学区域
名水小学校の通学区域には以下の区域が指定されている。
- 赤水町
- 鯛名町
- 妙見町の一部

## アクセス
- バス：宮崎交通「名水小学校前」バス停下車、徒歩3分